# Купчінь
Купчінь (рум. Cupcini) — місто в Єдинецькому районі Молдови поблизу залізничної станції Братушани. У часи МРСР звався Калінінськ. У підпорядкуванні Купчінь перебувають села Стара Кетрошика і К'юрт.
Згідно даних перепису населення 2004 року кількість українців - 1791 особа (24%).

## Населення

### Національність
Розподіл населення за національністю за даними перепису 2014 року:
| Мова             | Відсоток |
| ---------------- | -------- |
| молдовани/румуни | 65,36%   |
| українці         | 24,06%   |
| росіяни          | 9,2%     |
| болгари          | 0,28%    |
| гагаузи          | 0,20%    |
| інші             | 0,9%     |

## Економіка
У місті працює підприємство по переробці сільськогосподарської продукції «Натур-Віт», на якому залежно від сезону зайнято до 700 робітників.
У місті також є хлібокомбінат, молочний завод, цукровий завод, нафтобаза, пивний завод. 